# Spathoglottis altigena
Spathoglottis altigena är en orkidéart som beskrevs av Rudolf Schlechter. Spathoglottis altigena ingår i släktet Spathoglottis och familjen orkidéer. Inga underarter finns listade i Catalogue of Life.